# Mayors for Peace

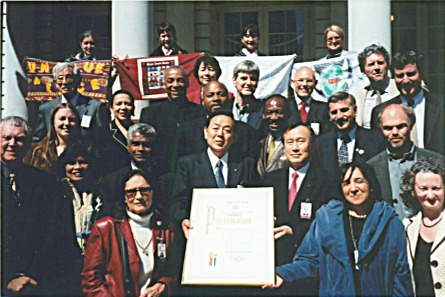
Los alcaldes de Hiroshima y Nagasaki junto con otros alcaldes representantes de "Mayors for Peace" muestran la Proclamación del día para la abolición de las armas nucleares. (Nueva York, 2004)

Mayors for Peace (en español "Alcaldes por la paz") es una organización internacional de ciudades dedicada a la promoción de la paz. Se fundó en 1982 por iniciativa del entonces Alcalde de Hiroshima Takeshi Araki, en respuesta a la muerte de alrededor de 140.000 personas debido a los bombardeos atómicos en la ciudad el 6 de agosto de 1945.
La intención es promover la solidaridad entre ciudades para la abolición total de las armas nucleares en todo el mundo y, en general, para advertir al mundo de la inhumana crueldad que representa el bombardeo de las ciudades y la población civil.
Desde sus inicios más de 7.906 ciudades de 164 países se han ido uniendo a la organización. Todas ellas apoyan las negociaciones para la eliminación de las armas nucleares en el año 2020 y se comprometen en la lucha por un mundo pacífico, donde se defiendan los derechos humanos, se dé asistencia a los refugiados y no exista la pobreza.
Además, desde 1990, la iniciativa está registrada en las Naciones Unidas, y al año siguiente, le fue otorgada un estatus consultivo especial en el Consejo Económico y Social de las Naciones Unidas.

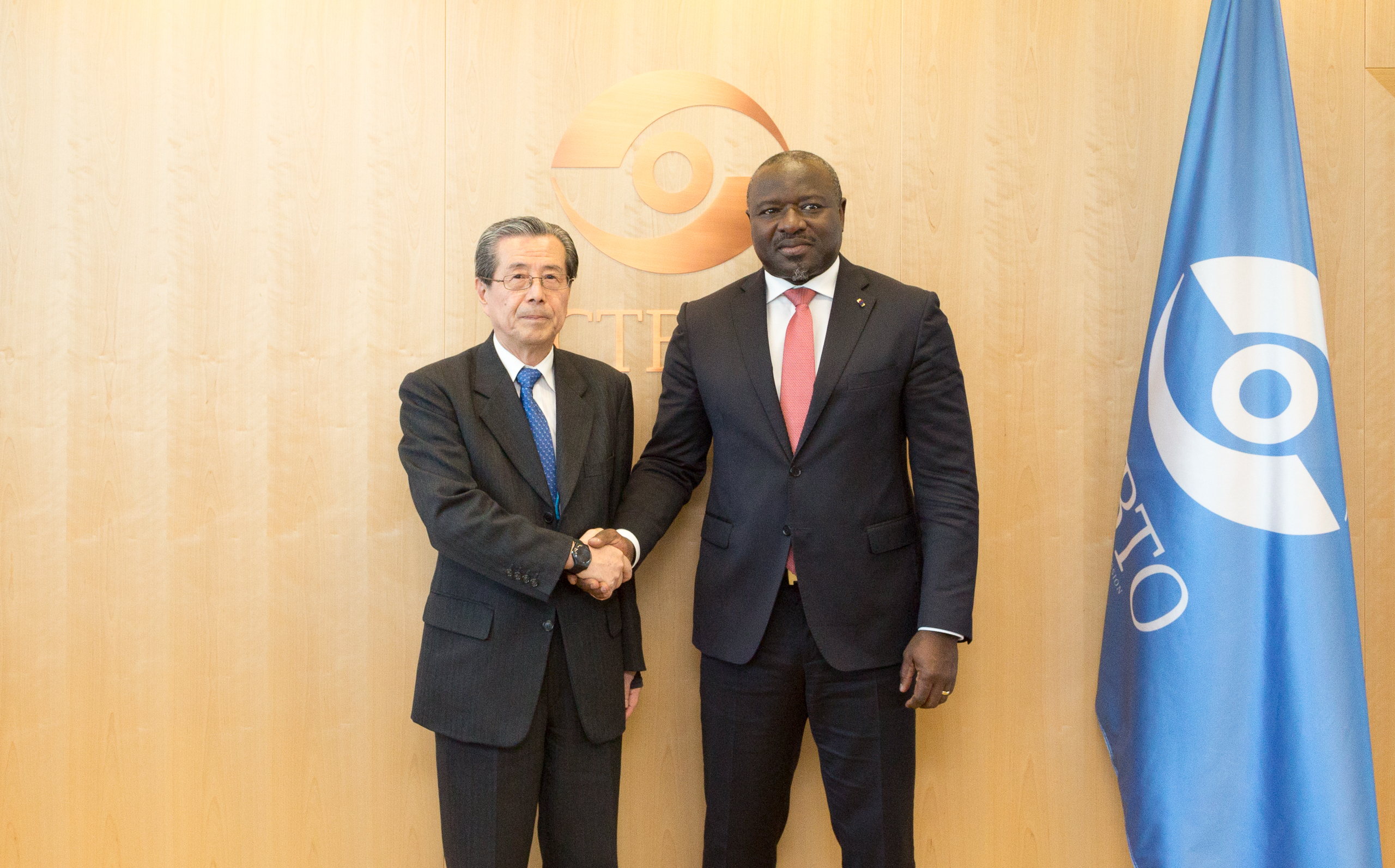
Yasuyoshi Komizo, Secretario General de Mayors for Peace, Hiroshima (izquierda) y Lassina Zerbo, Secretario Ejecutivo del Tratado de Prohibición Completa de los Ensayos Nucleares (2017)